# Eschentzwiller
 Eschentzwiller  (en alsacià Aschedswiller) és un municipi francès, situat a la regió del Gran Est, al departament de l'Alt Rin. L'any 2007 tenia 1.394 habitants.

## Demografia
| 1962 | 1968 | 1975 | 1982  | 1990  | 1999  |
| ---- | ---- | ---- | ----- | ----- | ----- |
| 593  | 617  | 805  | 1.026 | 1.116 | 1.244 |

## Administració
| Període | Identitat      | Partit |
| ------- | -------------- | ------ |
| 2001-   | Édouard Feigel |        |